# Titus Murrenius Severus
Titus Murrenius Severus war ein im 2. und 3. Jahrhundert n. Chr. lebender römischer Politiker.
Durch ein Militärdiplom, das auf den 20. Dezember 202 datiert ist, ist belegt, dass Severus 202 zusammen mit Gaius Cassius Regallianus Suffektkonsul war.